# كول كوبز جونيور
كول كوبز جونيور (بالإنجليزية: Call Cobbs, Jr.)‏ هو عازف جاز وعازف بيانو أمريكي، ولد في 30 يونيو 1911 في سبرينغفيلد في الولايات المتحدة، وتوفي في 21 سبتمبر 1971 في نيويورك في الولايات المتحدة.

## وصلات خارجية
- كول كوبز جونيور على موقع ميوزك برينز (الإنجليزية)
- كول كوبز جونيور على موقع أول ميوزيك (الإنجليزية)
- كول كوبز جونيور على موقع ديسكوغز (الإنجليزية)